# Frits Grewel
Frits Salomon Grewel (Amsterdam, 19 november 1898 – aldaar, 9 oktober 1973) was een Nederlands arts, psychiater en orthopedagoog. Hij was de vader van Annemarie Grewel.
Grewel werd geboren in het joodse gezin van de diamantslijper Salomon Grewel en Alida Dommershuijzen. Hij studeerde medicijnen aan de Universiteit van Amsterdam en aan de school van het Wilhelmina Gasthuis. Tijdens zijn studie nam hij een jaar vrij om antropologie, sociologie en criminologie te studeren. Grewel studeerde in februari 1925 af als arts. Hij werkte als assistent-geneesheer aan de Psychiatrische en Neurologische Kliniek van de Universiteit van Amsterdam en specialiseerde zich in de psychiatrie. Op 9 juli 1935 promoveerde hij bij prof. dr. M.W. Woerdeman op het proefschrift 'De doorbraaktijd der elementen van het blijvend gebit'. Intussen had hij in 1930 in het Wilhelmina Gasthuis de eerste Nederlandse kliniek voor kinderpsychiatrie opgericht.
Tijdens de Tweede Wereldoorlog werd Grewel op 23 november 1940 als ambtenaar ontslagen, omdat hij joods was. Vervolgens werkte hij als keuringsarts voor de Joodse Raad. Hij liet de moeder van Hanneke Groenteman met spoed opnemen in het Wilhelmina Gasthuis, om uitstel van haar deportatie te bewerkstelligen.
Na de oorlog werd Grewel in zijn functie hersteld. In 1954 werd hij aan de Universiteit van Amsterdam benoemd tot lector in de kinderpsychiatrie. Op 1 maart van dat jaar hield hij zijn inaugurale rede, getiteld 'De werkwijzen der kinderpsychiatrie en de denkwijzen der kinderpsychopathologie'.
In 1964 werd hij benoemd tot hoogleraar orthopedagogiek, en in 1969 ging hij met emeritaat.
In de jaren 60 werd ook de Professor Grewelschool opgericht in Leeuwarden Camminghaburen, als eerbetoon aan Grewel.

## Persoonlijk leven
Grewel trouwde in 1931 met Sophia (Fiete) Wessel, met wie hij twee kinderen kreeg; Charles (1932) en Annemarie (1935). Toen dochter Annemarie op kamers ging wonen, ging haar ouders uitelkaar. Grewel overleed op 74-jarige leeftijd in het Wilhelmina Gasthuis. Op 12 oktober 1973 vond de crematie in stilte plaats.

### Carel Willink
Tijdens het eerste jaar van zijn medicijnenstudie raakte Grewel bevriend met medestudent Carel Willink, de latere kunstschilder. Ze bleven bevriend, en in 1926 tekende Willink een portret in potlood van Grewel. Willink verkocht 'Meisjesportret' (1925) aan Grewel, voor 150 gulden.
- Nederlandse Thesaurus van Auteursnamen: 071338667
- Système universitaire de documentation: 242960618
- Virtual International Authority File: 20674911
- WorldCat: E39PBJcRdV7g7ttF9tr8M3X8G3